# Rosenand
Rosenand (Rhodonessa caryophyllacea) är en fågel i familjen änder inom ordningen andfåglar. Den förekommer främst i nordöstra Indien men sågs senast med säkerhet 1949 och är akut hotad, möjligen utdöd. 

## Utseende och läte
Rosenanden är en gracil och långhalsad and med en kroppslängd på 60 centimeter. Hanen har mörkrosa huvud och hals, med ljusare rosa näbb och är i övrigt mestadels brunsvart. Den har blekt brunbeige armpennor, vilket skapar en vingspegel, en smal vit kant på täckarna och blekrosa vingundersida. Honan är mer dovt färgad med brunare kropp, grårosa huvud och brungrå näbb. Hanar yttrar ett svagt visslande läte, honor ett lågt kvackande.

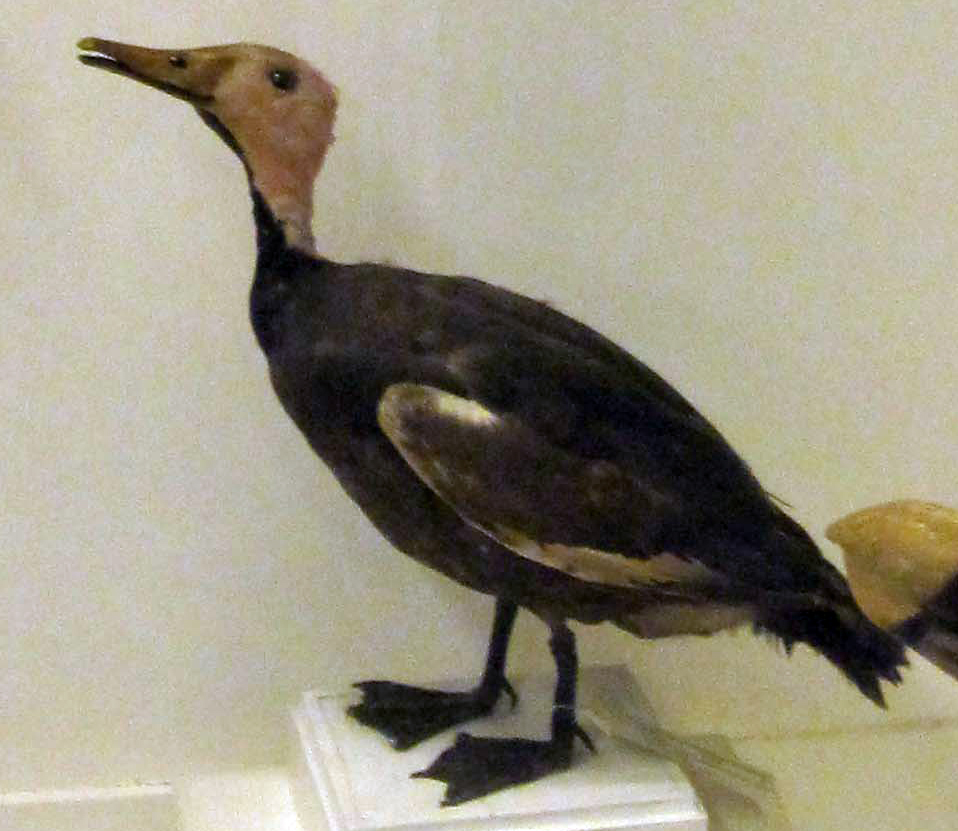
Uppstoppat specimen.
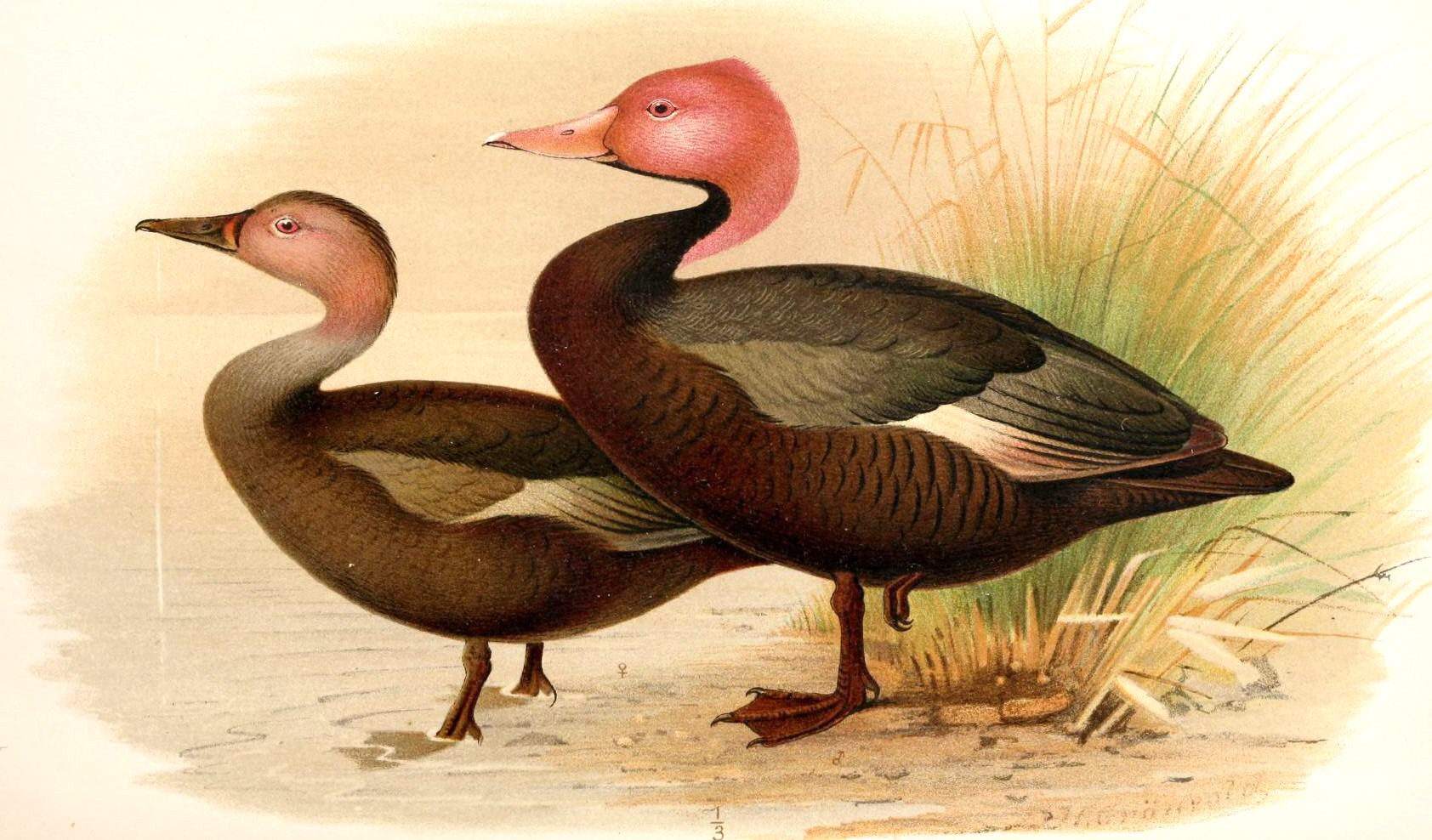
Illustration av hona och hane.
- Uppstoppat specimen.

## Ekologi
Rosenanden lever ett tillbakadraget liv i avskilda och övervuxna dammar och våtmarker i låglänta skogsområden och gräsmarker, främst i stora elefantgräsdjungler, i periodvis översvämmande områden. Vintertid påträffas den även i laguner intill stora floder. Utanför häckningstid har den setts i små grupper, tillfälligtvis i smärre flockar om 30–40 individer. Möjligen är den även nattaktiv, vilket kan förklara svårigheterna i att lokalisera den.
Den födosöker främst i grunda vatten genom att tippa kroppen framåt och beta på botten, men kan även dyka. Den kan vila i träd.

## Utbredning och status
Tidigare förekom rosenanden lokalt i våtmarker i Indien, Bangladesh och Myanmar, tillfälligtvis även i Nepal. De flesta observationer har gjorts i nordöstra Indien och närliggande områden i Bangladesh. Den har alltid betraktats som ovanlig och sällsynt. Sedan 1949 har den inte med säkerhet observerats i det vilda. Fågeln är möjligen utdöd, men kategoriseras fortfarande som akut hotad av internationella naturvårdsunionen IUCN. eftersom det inte helt säkert kan uteslutas att en liten rest lever kvar. Fem expeditioner i Kachin State i Myanmar mellan april 2003 och december 2006 resulterade i en möjlig observation och två trovärdiga rapporter från lokala fiskare. Ytterligare undersökningar 2008 gav inga resultat, och inte heller i januari 2014 i ett annat område kring Khamti i nordvästra Myanmar, efter att en bonde i området rapporterat att han möjligen sett arten 2011. Det finns alltså ännu inte några ovedersägliga bevis för dess fortlevnad.
Orsaken till artens tillbakagång tros framför allt bero på habitatförlust. Skogsavverkning och omvandling av våtmarker har förstört stora delar av dess levnadsmiljö. Utöver detta jagades arten hårt under slutet av 1800-talet och början av 1900-talet. Andra arter har dock utsatts för samma jakttryck men har inte minskat på samma sätt, varför jaktens roll i rosenandens försvinnande är oklar. Möjligen kan den invasiva växten vattenhyacint (Eichhornia crassipes) även bidra till att ytterligare försämra dess levnadsmiljö.

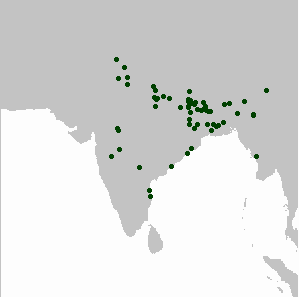
Historiska observationer av rosenand.